# Nasserismo
Il nasserismo è l'ideologia politica basata sul pensiero di Gamal Abd el-Nasser, uno dei due principali leader della Rivoluzione egiziana del 1952 e secondo Presidente dell'Egitto.

## Storia
Il nasserismo combina elementi di socialismo arabo, repubblicanesimo, nazionalismo, anti-imperialismo e mira a sviluppare la solidarietà inter-araba e il non allineamento internazionale.
Negli anni '50 e '60, il nasserismo era tra le più forti ideologie politiche nel mondo arabo. 
Questo fatto divenne particolarmente evidente dopo la crisi di Suez del 1956 (conosciuta in Egitto come l'aggressione tripartita), il cui esito politico fu visto come una vittoria del nasserismo e una tremenda sconfitta per le "potenze imperialiste" occidentali. 
Durante la guerra fredda, la sua influenza è stata sentita anche in altre parti dell'Africa e del cosiddetto mondo in via di sviluppo, soprattutto per quanto riguarda l'anti-imperialismo e il non allineamento.
La sconfitta araba nella Guerra dei Sei Giorni del 1967 fu un danno pesante per la posizione di Nasser e l'ideologia associata al suo nome.
Dopo la morte di Nasser avvenuta nel 1970, alcuni importanti principi del nasserismo sono stati rivisti o abbandonati totalmente dal suo successore, Anwar Sadat, durante quello che quest'ultimo definì la "correzione della rivoluzione".
Sotto i tre decenni della presidenza del successore di Sadat, Hosni Mubarak, la maggior parte delle infrastrutture socialiste restanti in Egitto sono state sostituite da politiche neo-liberali fortemente in contrasto con i principi del nasserismo.
In ambito internazionale Mubarak si distaccò quasi interamente dalla politica tradizionale egiziana, diventando un alleato fedele sia del governo degli Stati Uniti che di Israele, quest'ultimo ancora visto dalla maggior parte degli egiziani con ostilità e diffidenza, derivanti in gran parte dalle cinque guerre che l'Egitto aveva combattuto contro Israele tra il 1948 e il 1973.
Durante la vita di Nasser molti gruppi filo-nasseriani in Egitto e nel mondo furono incoraggiati e spesso sostenuti finanziariamente dal governo egiziano, nella misura in cui questi furono visti come strumenti per diffondere il nazionalismo rivoluzionario nel mondo arabo.
Il nasserismo continua ad avere ancora oggi una risonanza significativa in tutto il mondo arabo e in Egitto. 
Esplicitamente nasseriano era Hamdeen Sabahi che ha gareggiato al primo turno delle elezioni presidenziali egiziane del 2012 e solo per un soffio non è andato al ballottaggio contro il vincitore finale Mohamed Morsi.

## Ideologia in sintesi

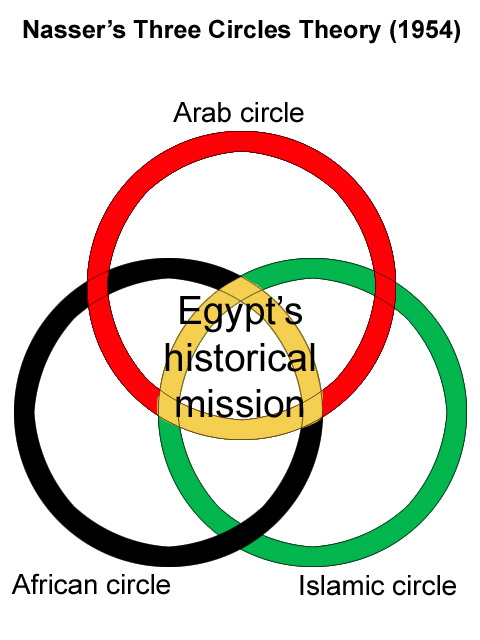
La teoria nasseriana dei "Tre cerchi" volta a spiegare che cosa sarebbe dovuta essere la missione dello stato egiziano, costituire una sintesi tra "arabismo", "africanismo" e "islamismo" senza la prevalenza di nessuna delle tre ideologie.

Come già accennato, il nasserismo è un'ideologia araba nazionalista e pan-arabista, in combinazione con un socialismo vagamente definito, distinto sia da quello che caratterizzò il blocco orientale sia dal pensiero socialista occidentale.
Sebbene vi sia opposizione ideologica al capitalismo occidentale, il socialismo arabo si è sviluppato anche come un rifiuto del comunismo che è stato visto come incompatibile con le tradizioni arabe e le basi religiose della società araba.
Di conseguenza, i nasseriani dal 1950 al 1980 hanno cercato di impedire l'ascesa del comunismo nel mondo arabo ed hanno fatto in modo di condannare a pene severe gli individui e le organizzazioni che si prefiggevano di diffondere il comunismo all'interno della regione.
Anche se memore del patrimonio islamico e cristiano del mondo arabo, come per il ba'thismo, il nasserismo è in gran parte un'ideologia laica e secolare.
Proprio come con altre manifestazioni del nazionalismo arabo, questo ha portato a entrare in conflitto con i movimenti politici islamici nel mondo arabo dal 1950 in poi, in particolare con i Fratelli Musulmani.
I nasseriani sposano la fine delle ingerenze occidentali negli affari arabi, lo sviluppo della solidarietà mondiale, il non allineamento internazionale, la modernizzazione e l'industrializzazione.
Nasser si era opposto con veemenza all'imperialismo occidentale, condividendo la visione araba diffusa che il sionismo non fosse altro che un'estensione del colonialismo europeo in terra araba.
Nella politica mondiale, Nasser in Egitto, insieme alla Jugoslavia sotto Josip Broz Tito e all'India sotto Jawaharlal Nehru, era tra i principali fautori del Movimento dei Paesi Non Allineati, che ha sostenuto i paesi in via di sviluppo al di fuori dell'influenza dei due blocchi di superpotenze.
Tuttavia, nonostante questa politica e la repressione delle organizzazioni comuniste in Egitto, le relazioni dell'Egitto con le potenze occidentali si deteriorarono, in particolare dopo l'aggressione tripartita del 1956, e resero di fatto il Paese fortemente dipendente da punto di vista militare e civile dell'Unione Sovietica.
Questa situazione era simile a quella degli altri governi arabi rivoluzionari che, pur repressivi nei confronti del comunismo all'interno dei confini arabi, intrattenevano forti rapporti di lunga data con gli Stati comunisti al di fuori del mondo arabo. 
L'alleanza egiziano-sovietica è continuata fino alla presidenza del successore di Nasser come presidente, Anwar Sadat, soprattutto per quanto riguarda il conflitto arabo-israeliano.